# Applet
En applet er i it-sprogbrug en betegnelse for en lille applikation, oftest et program der automatisk hentes og udføres i en webbrowser, men hvis programkode er adskilt fra websidens øvrige indhold (i modsætning til et script der udgør en del af teksten i websiden).